# Онтологическая поэтика
Онтологи́ческая поэ́тика (от др.-греч. ὄν, род. п. ὄντος — сущее, то, что существует + λόγος — учение, наука + ποιητική — поэти́ческое иску́сство) — одно из современных направлений литературоведения, получившее в последние десятилетия широкое распространение. Онтологическая поэтика вырастает из таких интеллектуальных стратегий XX века, как феноменология, теория текста, структурализм, деконструкция, не сводясь ни к одному из этих направлений и представляя собой целостную систему представлений о природе текста и принципах его организации.
Термин «онтологическая поэтика» был введен в научный оборот Л. В. Карасевым в 1993 г. в статье «Гоголь и онтологический вопрос», сформулировавшим основные принципы анализа художественного текста в рамках названного подхода и его терминологию. Речь идет о выявлении «исходного смысла» художественного текста и отслеживании трансформаций этого смысла в ряде различных, но внутренне связанных между собой его вариантов («иноформ»), которые чаще всего представлены в «сильных» местах текста — в его эмблемах, онтологических порогах, а также в отмеченных в смысловом отношении границах эпизодов, глав, частей, начале и конце повествования. Собственно, выявлением и анализом этих связанных между собой вариантов онтологическая поэтика и занимается, стремясь обнаружить в них внутреннее сущностное сходство и, таким образом, выявить конфигурацию исходного смысла (или смыслов) всего текста.
Как правило, анализ текста идет на уровне, не связанном напрямую ни с его жанровой и идеологической принадлежностью, ни с эстетическими принципами того или иного литературного направления, в рамки которого его можно было бы вписать. На первом месте оказывается пространственно-динамическая организация текста в её вещественно-телесной определённости, проявляющейся на всех уровнях устройства повествования, как единого смыслового целого. На основании учёта и обобщения названных характеристик ставится вопрос, как о представленных в тексте универсальных аспектах вещественности и телесности, так и о персональной интервенции автора в создаваемый им текст. Тело, его топология и «смысл» выступают как внетекстовые факторы, сказывающиеся и в устройстве сюжета, и в его символической организации. Главный вопрос здесь — определение того, в чём именно состоит модус перехода телесности универсальной или персональной в «телесность» текстовую, повествовательную, сюжетную. Так или иначе, речь идет не о «форме» и «содержании», взятых по отдельности, а об исходном смысле текста, то есть о том, с помощью чего осуществляют себя и форма, и содержание.